# توم ألدردج
توم ألدردج (بالإنجليزية: Tom Aldredge)‏ مواليد 28 فبراير 1928 في دايتون، الولايات المتحدة - الوفاة 22 يوليو 2011 في تامبا، الولايات المتحدة، هو ممثل أمريكي بدأ مسيرته الفنية سنة 1961. هو من الفائزين بجائزة إيمي. امتدت مسيرته الفنية لأكثر من 50 عاما.

## الأعمال
- اغتيال جيسي جيمس من قبل الجبان روبرت فورد
- جبل الثلج
- التمويه

## الجوائز
الفوز:
- جائزة إيمي داي تايم

الترشيحات:
- جائزة توني لأفضل ممثل في مسرحية

## روابط خارجية
- توم ألدردج على موقع IMDb (الإنجليزية)
- توم ألدردج على موقع ألو سيني (الفرنسية)
- توم ألدردج على موقع أول موفي (الإنجليزية)
- توم ألدردج على موقع قاعدة بيانات برودواي على الإنترنت (الإنجليزية)
- توم ألدردج على موقع قاعدة بيانات الأفلام السويدية (السويدية)
- توم ألدردج على موقع إن إن دي بي (الإنجليزية)
- توم ألدردج على موقع ديسكوغز (الإنجليزية)
- توم ألدردج على موقع قاعدة بيانات الفيلم (الإنجليزية)
- توم ألدردج على موقع كينوبويسك (الروسية)